# José Isidro Guerrero Macías
José Isidro Guerrero Macías (ur. 31 maja 1951 w Iraguato, zm. 23 lutego 2022 w Culiacán) – meksykański duchowny rzymskokatolicki, w latach 1997–2022 biskup Mexicali.